# Chiesa di San Leonardo (Trento, Vigolo Baselga)
La chiesa di San Leonardo è la parrocchiale di Vigolo Baselga, frazione di Trento in Trentino. Risale al XIII secolo.

## Storia
La prima citazione documentale attinente all'edificio religioso risale al 1236 e nel secolo successivo fu oggetto di arricchimenti decorativi che in parte ci sono pervenuti.
Simone II Baschenis venne chiamato nel 1541 da Cristiano Durckeinerper, parroco di Sopramonte, per decorare a fresco la navata e gli altari (sino al XV secolo il paese era chiamato Vigolo di Sopramonte).

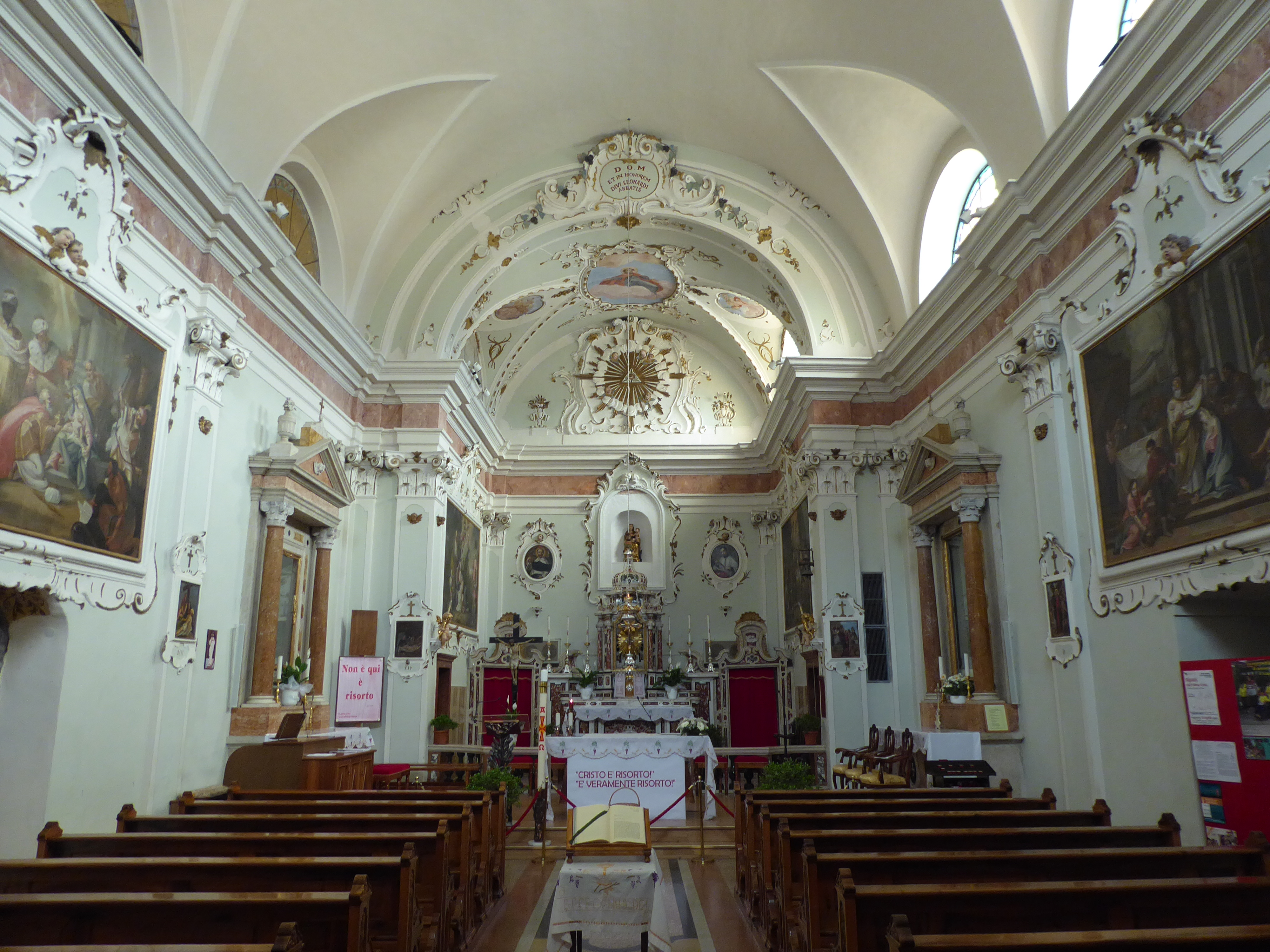
Interno della chiesa di San Leonardo.

Nella prima metà del XVIII secolo, dopo l'ampliamento della sala, gli interni vennero decorati a stucco (probabilmente da Francesco Pasquelli) e la volta presbiteriale venne decorata con dipinti murali. Nel 1726, dopo la fine dei lavori, la chiesa fu benedetta. Nuovi interventi, con rifacimenti, vennero realizzati attorno al 1790.
Venne elevata a dignità primissariale, sussidiaria della parrocchia di Baselga, nel 1817, e venti anni dopo ebbe la concessione del fonte battesimale.
Alla fine del secolo il campanile, alla sommità, venne dotato di una particolare merlatura, senza una cuspide centrale.
Un ultimo importante ciclo di restauri è stato realizzato all'inizio del XXI secolo.

## Descrizione
Gli interni sono barocchi, adornati di stucchi policromi. I quadri alle pareti sono attribuiti a Nicolò Volani. La pala nell'altare laterale destro, Immacolata e santi, è di Rensi, mentre quella di fronte, sull'altare a sinistra, San Martino, è attribuita ad Antonio Vanzo. L'altare maggiore è in marmo bianco di Carrara e in marmo rosso di Francia.